# Peter Mayle
Peter Mayle (n. 14 iunie 1939, Oxshott⁠(d), Elmbridge, Anglia, Regatul Unit – d. 18 ianuarie 2018, Aix-en-Provence, Franța) a fost un scriitor britanic cunoscut mai ales pentru seria de cărți despre Provența. A locuit împreună cu soția în Lourmarin, localitate situată în Luberon din regiunea Provența, Franța.

## Biografie
Peter Mayle a lucrat în publicitate până în 1975 când și-a abandonat biroul de pe Madison Avenue pentru a se dedica scrisului. La început a scris cărți pentru copii, urmate de romane pentru publicul larg. Când s-a stabilit în Provența, în sudul Franței a găsit materia primă necesară pentru cărțile sale.

## Cărți publicate
- Where Did I Come From? (1973)
- What's Happening to Me? (1975)
- Baby Taming (1978)
- The Amazing Adventures of Chilly Billy (1980)
- As Dead as a Dodo (1981)
- Chilly Billy (1983)
- The Honeymoon Book (1983)
- Man's Best Friend (1984)
- Footprints in the Butter: Further Adventures of the Little Man Who Lives in the Fridge (1988)
- A Year in Provence (1989)
- Up The Agency: The snakes and ladders of the advertising industry (1990)
- Expensive Habits (1991)
- Toujours Provence (1991)
- Acquired Tastes (1993)
- Hotel Pastis] (1993)
- A Dog's Life (novel) (1995)
- Anything Considered (1996)
- Postcards from Summer (1996)
- Chasing Cezanne (1997)
- Encore Provence: New Adventures in the South of France (2000)
- Bon Appetit: Travels Through France With Knife, Fork and Corkscrew, also published as French Lessons: Adventures with Knife, Fork, and Corkscrew (2002)
- A Good Year (novel) (2004)
- Confessions of a French Baker (2005)
- Provence A-Z (2006)
- A Good Year: Portrait of the Film based on the Novel by Peter Mayle (2006)

## Traduceri în limba română
- Din nou în Provence, traducere din limba engleză de Andreea Popescu, RAO International Publishing Company, București, 1998, ISBN 973-576-188-2
- Accept orice, traducere din limba engleză de Irina Negrea, Editura Humanitas, București, 2005, ISBN 973-50-1083-6
- Lecții de franceză, sau Aventurile mele cu furculița, cuțitul și tirbușonul pe meleagurile Franței, traducere din limba engleză de Alexandra Popescu, RAO International Publishing Company, București, 2008, ISBN 978-973-103-745-5
- Provence pentru totdeauna, traducere din limba engleză de Gabriela Tănase, Editura RAO, București, 2011, ISBN 978-606-8255-41-5
- Hoțul de vinuri, traducere din limba engleză de Monica Laura Cibotariu prin Lingua Connexion, Editura RAO, București, 2013, ISBN 978-606-609-409-2
- Un an în Provence, traducere de Andreea Popescu, ediția a III-a, Editura RAO, București, 2013, ISBN 978-606-609-490-0
- Provence de la A la Z, traducere de Monica Laura Cibotariu prin Lingua Connexion, Editura RAO, București,2014, ISBN 978-606-609-763-5